# 佐拉陶
佐拉陶，是匈牙利巴兰尼亚州所辖的一个村。总面积21.83平方公里，总人口287，人口密度13.1人/平方公里（2011年1月1日）。